# 신인동 갓바위
신인동 갓바위는 충청남도 아산시 신인동에 있다. 2006년 3월 7일 아산시의 향토문화유산 제18호로 지정되었다. 안내석에는 갓쓴바위라고 적혀있다.
현재 갓바위 주변을 둘러싸고 있는 울타리와 문화재 안내판은 2006년 아산시 향토문화유산으로 지정된 후 겨울에 설치하였다. 

## 이름의 유래

### 갓바위
조선시대 선조 때, 좌의정 이항복이 지었다고 한다.

### 갓쓴바위
조선시대 토정 이지함이 아산현감 때, 지었다고 한다.

## 비석 뒷면에 적힌 글
여기 까치봉 기슭에 우뚝 솟아 우리마을의 수호신이 되어 마을을 지켜주는 갓쓴바위. 
조선 초 선조 때, 1592년(백사) 이항복이가 이곳을 시찰 도중 기암괴석인 갓쓴 바위를 보고 갓쓴바위라고 칭하였다한다. 
그 후로 우리 마을을 갓바위로 칭하고 있다.
서기 1989년 5월 1일
신인 동민 일동

## 현황
갓바위에서 마을에 살고 있던 무당이 1956년부터 1990년대 후반까지 음력 정월 초하루에 고사를 지내다가 무당이 돌아가시고 난 후 고사를 중단하였다. 
이 후 마을에서 약 5년 정도 매년 음력 2월 1일 오전 10시쯤 마을 사람들이 호당 거출하여 떡 한시루, 북어, 술, 돼지머리, 삼색실과를 제물로 준비하여 고사를 지냈다. 이 외에도 집집이 각자 부녀자들이 개인적으로 음식을 준비하여 치성을 드리기도 하였다. 
이러한 고사는 마을에 교회를 다니는 사람들에 의해 반대가 심하고 고사를 적극적으로 이끌어가는 사람이 없어 중단되었다. 
마을 사람 중 올해 환갑이 되신 부녀자가 고사를 지낼 때 아들 낳아달라고 빌었는데 얼마 후 임신을 해서 아들을 낳았다고 한다. 아들을 낳은 주민은 현재 마을을 떠나 온양 시내에서 살고 있다.